# Lijst van onroerend erfgoed in Lillo
Een overzicht van het onroerend erfgoed in de voormalige gemeente Lillo, thans district Berendrecht-Zandvliet-Lillo in de gemeente Antwerpen. Het onroerend erfgoed maakt onderdeel uit van het cultureel erfgoed in België.

## Bouwkundig erfgoed
| Object                             | Erfgoedstatus?                                                     | Bouwjaar of architect | Deelgemeente | Adres               | Coördinaten                   | Nummer? | Afbeelding                         |
| ---------------------------------- | ------------------------------------------------------------------ | --------------------- | ------------ | ------------------- | ----------------------------- | ------- | ---------------------------------- |
| Gemeentehuis van Lillo             | stadsgezicht                                                       | 1877                  | Lillo        | Havenmarkt 3        | 51° 18' 16" NB, 4° 17' 24" OL | 10831   | Gemeentehuis van Lillo             |
| Huis Den Princen van Oranjen       | stadsgezicht                                                       |                       | Lillo        | Havenmarkt 4        | 51° 18' 16" NB, 4° 17' 25" OL | 10832   | Huis Den Princen van Oranjen       |
| Parochiekerk Sint-Benedictus-Haven | stadsgezicht                                                       |                       | Lillo        | Havenmarkt 5        | 51° 18' 17" NB, 4° 17' 25" OL | 10833   | Parochiekerk Sint-Benedictus-Haven |
| Burgerhuis                         | stadsgezicht                                                       |                       | Lillo        | Havenmarkt 7        | 51° 18' 17" NB, 4° 17' 23" OL | 10834   | Burgerhuis                         |
| Rij officierswoningen              | Monument                                                           |                       | Lillo        | Kazerneplein 6-9    | 51° 18' 16" NB, 4° 17' 29" OL | 10835   | Rij officierswoningen              |
| Hoekhuis                           | stadsgezicht                                                       |                       | Lillo        | Omwentelingstraat 9 | 51° 18' 18" NB, 4° 17' 25" OL | 10836   | Hoekhuis                           |
| Graanwindmolen De Eenhoorn         | Monument                                                           |                       | Lillo        | Scheldelaan         | 51° 18' 12" NB, 4° 18' 2" OL  | 10837   | Graanwindmolen De Eenhoorn         |
| Tolhuis                            | stadsgezicht                                                       |                       | Lillo        | Tolhuisstraat 3     | 51° 18' 13" NB, 4° 17' 19" OL | 10838   | Tolhuis                            |
| Stadswoning                        | stadsgezicht                                                       |                       | Lillo        | Tolhuisstraat 9     | 51° 18' 16" NB, 4° 17' 22" OL | 10879   | Stadswoning                        |
| Burgerhuis                         | stadsgezicht                                                       |                       | Lillo        | Tolhuisstraat 12    | 51° 18' 16" NB, 4° 17' 23" OL | 10880   | Burgerhuis                         |
| Lillo-Fort                         | Monument: blokhuis, kruitmagazijn, poternes, kazematten, omwalling |                       | Lillo        | Lillo-fort          | 51° 18' 19" NB, 4° 17' 25" OL | 87624   | Lillo-Fort                         |

District Antwerpen: Antwerpen-Noord · Brederode · Centraal Station · Dam · Eilandje · Haringrode · Harmonie · Havengebied · Historisch Centrum (Oude Stad · Hoogstraat · Groenplaats) · Kiel · Linkeroever · Luchtbal-Rozemaai-Schoonbroek · Markgrave · Meirwijk · Middelheim · Schipperskwartier · Sint-Andries · Stadspark · Tentoonstellingswijk · Theaterbuurt · Universiteitsbuurt · Zuid · Zurenborg

Overige districten: Berchem · Berendrecht-Zandvliet-Lillo · Borgerhout · Deurne · Ekeren · Hoboken · Merksem · Wilrijk

Onroerend erfgoed in de provincie Antwerpen